# La misteriosa ambulància
La misteriosa ambulància (títol original: The Ambulance) és una pel·lícula estatunidenca escrita i dirigida per Larry Cohen, estrenada el 1990 i doblada al català. Protagonitzada per Eric Roberts, James Earl Jones, Janine Turner, Megan Gallagher, Red Buttons, i Eric Braeden com el Doctor. Kevin Hagen fa de policia en el que seria el seu darrer paper al cinema.

## Argument
Un dibuixant de dibuixos animats, Josh Baker (Eric Roberts) surt a la recerca de la seva promesa diabètica Cheryl (Janine Turner), segrestada per un sàdic, antic socorrista, que la captura amb la seva vella ambulància i tortura els diabètics. Quan Josh arriba a l'hospital, està impressionat en trobar que no hi ha cap registre de Cheryl i també descobreix que el company d'habitació de Cheryl també ha desaparegut després de ser recollit per la mateixa ambulància. Convençut que hi ha alguna mena de conspiració, Josh es posa a investigar les desaparicions, malgrat l'actitud despectiva del 
tinent Spencer (James Earl Jones)

## Repartiment
- Eric Roberts (Josh Baker)
- James Earl Jones (Tinent Spencer)
- Megan Gallagher (Sandra Malloy)
- Red Buttons (Elias Zacharai)
- Janine Turner (Cheryl)
- Eric Braeden (el socorrista sàdic)
- Richard Bright (Detectiu McClosky)
- Jim Dixon (Detectiu 'Jughead' Ryan)
- Jill Gatsby (Jerilyn)
- Martin Barter (el cap mafiós)

## Producció
- La pel·lícula s'anava a titular originalment, "Into Thin Air". Larry Cohen havia demanat si podria filmar una escena a la seu central de Marvel Comics, presentant Stan Lee com un dels molts empleats de Marvel Comics. Conflictes de planificació van forçar la creació d'una fictícia seu de Marvel Comics, però la seqüència de cameo va ser rodada igualment.